# Маяки (Ровненская область)
Маяки (укр. Маяки) — село в Варковичской сельской общине Дубенского района Ровненской области Украины.
Население по переписи 2001 года составляло 42 человека. Почтовый индекс — 35610. Телефонный код — 3656. Код КОАТУУ — 5621687007.